# 강도다리
강도다리는 가자미과의 물고기이다.
해안에 살지만 담수까지 들어오기도 해서 이름에 강이 붙었다. 담수순화와 육상에서 양식하기 위한 여러 양식업실험이 시도되었다.